# Kalogrianí
Kalogrianí är en ort i Grekland.   Den ligger i prefekturen Trikala och regionen Thessalien, i den centrala delen av landet, 270 km nordväst om huvudstaden Aten. Kalogrianí ligger 861 meter över havet och antalet invånare är 259.
Terrängen runt Kalogrianí är huvudsakligen bergig, men åt nordost är den kuperad. Runt Kalogrianí är det ganska glesbefolkat, med 32 invånare per kvadratkilometer. Närmaste större samhälle är Kalampáka, 13,4 km nordost om Kalogrianí. I omgivningarna runt Kalogrianí växer i huvudsak blandskog.